# Agapowka
Agapowka (russisch Ага́повка) ist ein Dorf (selo) in der Oblast Tscheljabinsk in Russland mit 6561 Einwohnern (Stand 14. Oktober 2010).

## Geographie
Der Ort liegt etwa 250 km Luftlinie südwestlich des Oblastverwaltungszentrums Tscheljabinsk und gut 15 km südöstlich des Zentrums der Großstadt Magnitogorsk im Steppengebiet am Ostrand des südlichen Ural. Er befindet sich am linken Ufer des Flusses Ural, der dort die Grenze zwischen Europa und Asien markiert.
Agapowka ist Verwaltungszentrum des Rajons Agapowski sowie Sitz der Landgemeinde Agapowskoje selskoje posselenije, zu der außerdem die Siedlungen Abljasowo (9 km südsüdöstlich) und Gumbeiski (8 km ostsüdöstlich) gehören.

## Geschichte
Der Ort wurde 1902 durch Kosaken aus der Staniza Nischneosjornaja des Gouvernements Orenburg (heute Dorf Nischneosjornoje der Oblast Orenburg) unter dem Namen Krasny Jar gegründet. 1904 oder 1906 erhielt er als Siedlung (possjolok) den Namen Agapowski, nach dem Organisatoren der Umsiedlung Pawel Agapow (1862–nach 1922), später Generalleutnant und 1910–1917 Leiter der Kosakenabteilung beim Generalstab der Kaiserlich Russischen Armee.
Am 18. Januar 1935 kam der Ort als Siedlung Agapowo zum neu gebildeten Agapowski rajon, dessen Verwaltungssitz sich jedoch zunächst in der Siedlung Magnitny befand (ehemals Staniza Magnitnaja, die nicht vom dortigen Stausee des Ural überfluteten Teile gehören heute zu Magnitogorsk). Am 23. November 1940 wurde die schließlich Verwaltung nach Agapowo verlegt.  Nach der zwischenzeitlichen Auflösung des Rajons am 12. Oktober 1959 wurde dieser am 22. August 1961 neu eingerichtet, mit Verwaltungssitz im nunmehr Agapowka genannten Ort mit dem Status eines Dorfes (selo).

### Bevölkerungsentwicklung
| Jahr | Einwohner |
| ---- | --------- |
| 1959 | 8009      |
| 1970 | 5976      |
| 1979 | 5692      |
| 1989 | 6085      |
| 2002 | 6408      |
| 2010 | 6561      |

Anmerkung: Volkszählungsdaten

## Verkehr
Unmittelbar nordwestlich der Siedlung führt die Regionalstraße 75K-005 von Magnitogorsk nach Sibai in der Nachbarrepublik Baschkortostan vorbei (ehemals R361, von Sibai weiter über Baimak in den Zentralteil Baschkortostans nach Meleus). Die nächstgelegenen Bahnstationen befinden sich in Magnitogorsk sowie 15 km nordöstlich in der Siedlung Buranny (Station Burannaja an der Strecke Ufa – Magnitogorsk – Kartaly).